# H.EAT
H.EAT（ヒート）は、日本の男性3人組のロックバンド。1995年結成。

## 概要
1995年に結成し、インディーズで活動。2003年、自身の楽曲「眠る前に」がニッポン放送のラジオ番組オールナイトニッポンいいネ!のテーマ曲に起用される。火曜日担当の木下明水のANNいいネ!に出演する。その縁でオールナイトニッポンレコードにも参加し、ライブや、コンピレーションアルバム「青田屋2号」にも同曲で参加する。
2005年、現在のメンバーがそろい、活動を続ける。
2011年には、年間ライブ本数400本という記録に挑戦し、見事に年間414本という世界記録を樹立した、と自称している。。

## メンバー
- 畑 大介（はた だいすけ）（1979年4月26日 - ）
東京都目黒区出身、ボーカル&ベース担当
- 林 逸平（はやし いっぺい）（1987年3月19日 - ）
東京都練馬区出身、ギター担当
2005年加入。
- ジミィ（本名:早乙女 知見）（1979年12月1日 - ）
千葉県市川市行徳出身、ドラム担当
当初の芸名はジミー。由来はジミー大西に似ているから。

### 元メンバー
- 日比谷 篤史（ひびや あつし）（1980年2月29日 - ）
愛知県出身、ギター担当

## ディスコグラフィ
無名の星はフルアルバム、それ以外はすべてミニアルバムである。
- 決心（2002年12月5日）-オールナイトニッポンいいネ!テーマ曲「眠る前に」収録
- レイダイブル（2003年9月18日）
- HERO（2004年6月16日）
- ジャスティネーション（2007年5月2日）
- アストロボーイ（2008年5月21日）
- H.EAT OF THE DEAD（2011年6月6日）
- 無名の星（2012年6月12日）